# Blasius Merrem
Blasius Merrem (født 2. februar 1761 i Bremen, død 23. februar 1824 i Marburg) var en tysk naturforsker.
Merrem voksede op i Bremen og studerede ved universitetet i Göttingen under Johann Friedrich Blumenbach. Han interesserede sig specielt for zoologi og ornitologi. I sine studier af fugle anses han for at have været forud for sin tid, herunder ikke mindst grundet hans opdeling af markgående og flyvende fugle. 
Han er autornavn for de to amerikanske arter rævespurv (Passerella iliaca), beskrevet i 1786, og sorthovedet and (Heteronetta atricapilla), beskrevet i 1816.